# Nuevo Guararé
Nuevo Guararé se encuentra en la Provincia de Panamá, en la parte central del país, a 23 km al oeste de Panamá, la capital. Nuevo Guararé está a 48 metros sobre el nivel del mar y tiene 856 habitantes.
La tierra alrededor de Nuevo Guararé es en su mayoría llana, pero al este es montañosa. El punto más alto de la zona tiene 499 metros de altura y 8,7 km al este de Nuevo Guararé. La ciudad más grande más cercana es Vista Alegre a 1.8 km al este de Nuevo Guararé.